# Eddy Curry
Pour les articles homonymes, voir Curry (homonymie).
Eddy Curry Jr., né le 5 décembre 1982 à Calumet City (près de Chicago) dans l'Illinois aux États-Unis, est un joueur américain de basket-ball évoluant au poste de pivot.

## Biographie
Au lycée, il était un des meilleurs joueurs des États-Unis, il fut d'ailleurs sélectionné en 4e position lors de la draft 2001 de la NBA par les Bulls de Chicago. En 2005, il est échangé contre Michael Sweetney, Tim Thomas et Jermaine Jackson. Il joue alors pour les Knicks de New York.
Le 22 février 2011, il est envoyé aux Timberwolves du Minnesota dans le cadre du transfert de Carmelo Anthony.
Le 2 mars 2011, il est coupé par les Timberwolves du Minnesota. 
Le 10 décembre 2011, Eddy Curry signe pour une saison et au salaire minimum au Heat de Miami afin d'épauler l'équipe dans le secteur intérieur.
Lors de la saison 2012-2013, après seulement deux matchs avec les Mavericks de Dallas, Eddy Curry part jouer en Chine et s'engage avec les Zhejiang Golden Bulls.

## Palmarès
- Champion NBA en 2012 avec le Heat de Miami.
- Champion de la Conférence Est de NBA en 2012 avec le Heat de Miami.
- Champion de la Division Sud-Est en 2012 avec le Heat de Miami.

## Records sur une rencontre en NBA
Les records personnels d'Eddy Curry en NBA sont les suivants, :

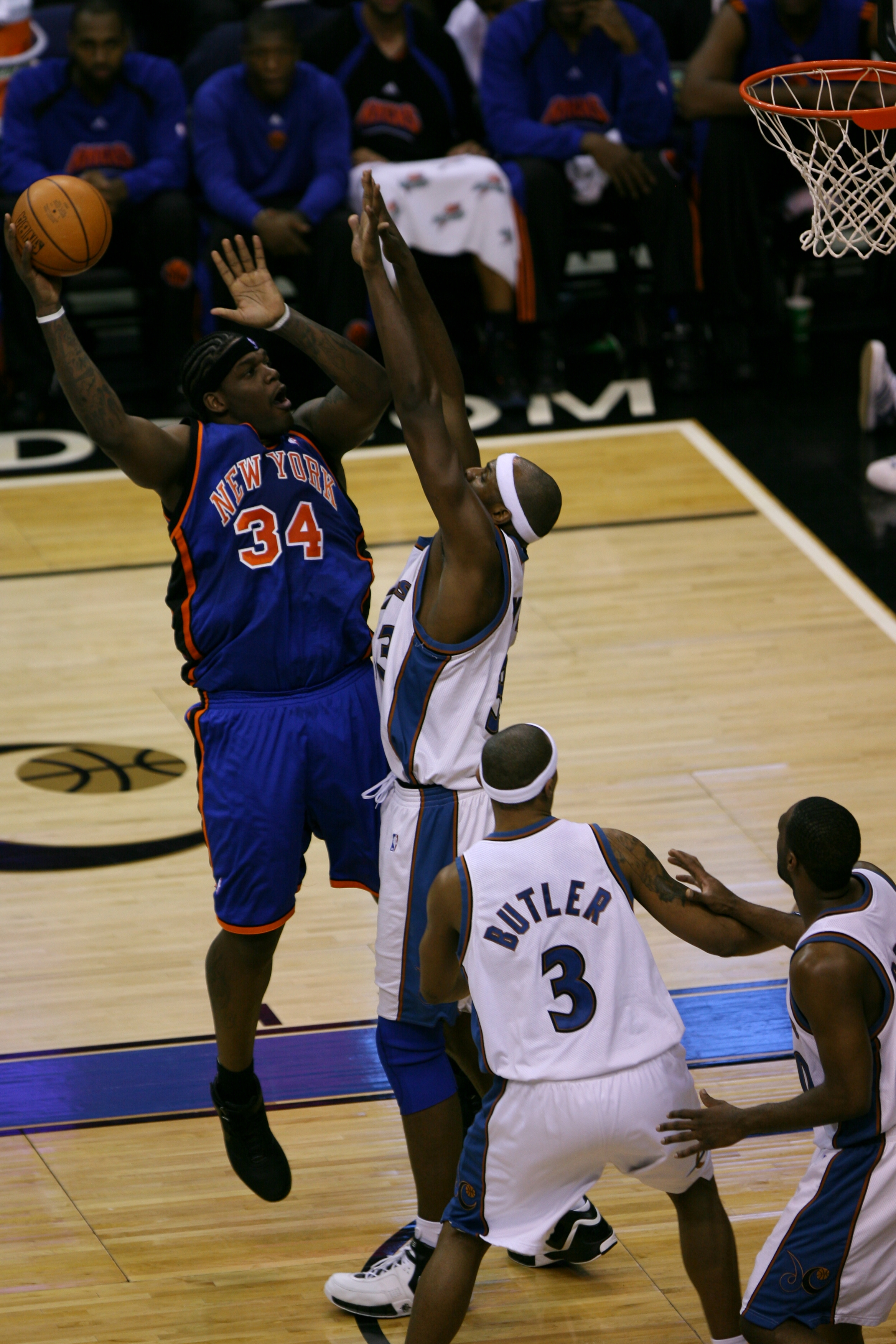
Eddy Curry en position d'inscrire un panier.

| Type de statistique        | Saison régulière | Saison régulière          | Saison régulière |
| Type de statistique        | Record           | Adversaire                | Date             |
| -------------------------- | ---------------- | ------------------------- | ---------------- |
| Points                     | 43               | @ Bucks de Milwaukee      | 7 avril 2007     |
| Paniers marqués            | 17               | 2 fois                    | 2 fois           |
| Paniers tentés             | 24               | Bucks de Milwaukee        | 9 décembre 2006  |
| Paniers à 3 points réussis | 1                | 2 fois                    | 2 fois           |
| Paniers à 3 points tentés  | 1                | 2 fois                    | 2 fois           |
| Lancers francs réussis     | 13               | 2 fois                    | 2 fois           |
| Lancers francs tentés      | 16               | 2 fois                    | 2 fois           |
| Rebonds offensifs          | 8                | Wizards de Washington     | 1er mars 2002    |
| Rebonds défensifs          | 12               | 4 fois                    | 4 fois           |
| Rebonds totaux             | 15               | 3 fois                    | 3 fois           |
| Passes décisives           | 5                | @ Raptors de Toronto      | 19 mars 2004     |
| Interceptions              | 3                | Magic d'Orlando           | 20 février 2007  |
| Contres                    | 6                | Warriors de Golden State  | 28 février 2004  |
| Balles perdues             | 9                | Timberwolves du Minnesota | 6 avril 2007     |
| Minutes jouées             | 54               | Pistons de Détroit        | 27 décembre 2006 |

- Double-double : 55
- Triple-double : 0